# Логотип Івано-Франківська

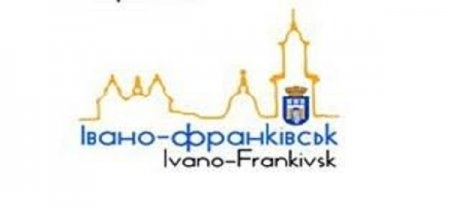
Логотип Івано-Франківська з 2018 року

Логотип Івано-Франківська — логотип міста Івано-Франківськ, який було обрано у січні 2018 року 419 голосами з 1060 учасників інтернет-голосування на сайті міського виконавчого комітету.
Попередній символ був навіяний формою найпомітнішого знака міста — ратуші, а також мальовничою вишивкою традиційного українського одягу. Оформлення айдентики, основним символом якої стало червоне перехрестя, викладене у 84-сторінковому супровідному буклеті. Розробниками концепції візуального стилю Івано-Франківська зазначено Йована Роканова та Моллі Падістер з Канади.